# هاري إي. دونل
هاري إي. دونل (بالإنجليزية: Harry E. Donnell)‏ هو مهندس معماري أمريكي، ولد في 2 مايو 1867، وتوفي في 25 فبراير 1959.